# المركز الوطني لرسم الخرائط والاستشعار عن بعد (تونس)

شعار المركز الوطني لرسم الخرائط والاستشعار عن بعد.

المركز الوطني للاستشعار عن بعد هو مؤسسة تونسية مجالها التكنولوجيات الحديثة للمعلومات الجغرافية.

## مجالاته
يعتبر المركز الوطني للاستشعار عن بعد مؤسسة عمومية ذات طابع غير إداري، وقد بعث يوم 11 جويلية 1988. ويشتغل فيه حوالي مائة بين مهندسين وفنيين مختصين في ميادين علوم الجغرافيا والأرض والفلاحة والبيئة والمياه والغابات والمحيطات والمعلوماتية.
يدخل ضمن اهتمامات هذا المركز ما يلي:
- الجيوديزيا: التي تهتم بوضع المرجع الجغرافي الموحد الذي يعتبر الأساس لأعمال قيس الأراضي وإعداد الخرائط والأمثلة الهندسية.
- التوبغرافيا: تحديد الارتفاعات على أوسع نطاق، ومتابعة الحضائر ذات الصلة بالبنية التحتية من طرقات وموانئ ومياه وبناءات...
- رسم الخرائط: مختلفة السلالم، وتحيين الخرائط التوبغرافية اعتمادا على الصور الجوية، وإنجاز خرائط موضوعية اعتمادا على المعالجة الرقمية والأعمال الميدانية...
- الاستشعار: تنمية طرق وتطبيقات معالجة الصور، والتحليل الفضائي لمشاريع المساعدة على اتخاذ القرار، والبحث والتنمية، والاستشارة والخبرة..

## على المستوى التطبيقي
- التهيئة: المساهمة في اختيار مسار الطريق السريعة تونس-مجاز الباب ومساكن -راس اجدير، ورسم خرائط النمو الحضري بإقليم تونس الكبرى وعدد من المدن الهامة داخل البلاد وتأثير التحضر على الأراضي الفلاحي.
- المحيط :
  - التصحر: وضع برنامج يقظة ومتابعة للتصحر على مستوى جهوي...
  - التصرف في الموارد الطبيعية: القيام بخريطة رقمية للمجال الغابي والرعوي.
  - الفلاحة: إنجاز خريطة استغلال التربة، استشعار مسبق للمساحات المخصصة للحبوب، إنجاز خرائط فلاحية لعدد من الولايات.
  - المجال الساحلي والبحري: دراسة التلوث البحري في خليج قابس، التحكم في الموارد النادرة في المناطق الساحلية.

## علاقاته
يعمل المركز الوطني للاستشعار عن بعد بعد بالتعاون مع شركاء ومؤسسات مرجعية في ميدان المعلومات الجغرافية والفضائية من بينها على الصعيد الدولي: منظمة التغذية والزراعة، برنامج الأمم المتحدة للتنمية، اليونسكو. كما يتعاون المركز مع مؤسسات عربية وإفريقية: من المغرب، الجزائر، سوريا، لبنان، مصر والأردن.

## وصلة خارجية
- موقع المركز الوطني للاستشعار عن بعد